# Victor Turner
Victor Witter Turner, född 28 maj 1920, död 18 december 1983, brittisk antropolog och mest känd för sitt studie av övergångsriter, och då särskilt den, så kallade, liminala fasen av en sådan rit.
Turner utbildades i klassisk strukturfunktionalism. Efterhand utvecklades hans intresse emellertid mer i riktning mot symbolisk analys och psykologisk antropologi. Hans första större monografi, Schism and Continuity in an African Society (1957), behandlar social integration och fission hos Ndembufolket i Nordrhodesia. Flera av hans senare böcker behandlar även de om Ndembufolket, men hans mest inflytelserika texter behandlar riter och symbolers betydelser. Till skillnad från Lévi-Strauss betonar Turner symbolernas mångtydighet, och visar hur symboler på samma gång bidrar till samhällets fortbestånd samtidigt som de fungerar meningsskapande visavi existentiella problem. Turners studier av ritualer är särskilt kända för att de behandlar övergångsriter. Här fäster han uppmärksamheten vid den liminala fasen, som han betraktar som central (se till exempel The Ritual Process, 1969). Turner har beskrivit övergången mellan olika former av social integration, och skiljer mellan de formella "societas" och de informella "communitas". För Turner är ritualer koncentrerade uttryck för en social form - han hävdar att ett detaljerat ritualstudium gör det möjligt att uttala sig om samhälle och individer i allmänna termer. Andra antropologer har sedan dess försökt tillämpa Turners insikter och begrepp om liminialitet, societas och communitas, på andra sammanhang än de rent rituella.